# Sylvester Garsztka
Mieczysław Sylwester Garsztka (31 de Dezembro de 1896 - 10 de Junho de 1919) foi um piloto germano-polaco que, lutando pela Alemanha na Primeira Guerra Mundial, se tornaria um ás da aviação ao abater 6 aeronaves inimigas. Depois da guerra, juntou-se à força aérea polaca e participou na Guerra Polaco-Ucrâniana.